# Stichting Skepsis
De Stichting Skepsis (Grieks: 'σκέψις' voor 'aanschouwing' of 'onderzoek') is een in 1987 opgerichte Nederlandse sceptische organisatie die zich ten doel stelt buitengewone beweringen aan een kritisch, wetenschappelijk verantwoord onderzoek te onderwerpen en voor te lichten over pseudowetenschappen en het paranormale.

## Activiteiten
Door middel van publicaties, lezingen, congressen, interviews, adviezen, het tijdschrift Skepter dat vier keer per jaar verschijnt (met Hans van Maanen als hoofdredacteur) en het Skepsis Blog probeert Skepsis bij te dragen aan een betere voorlichting. In 2011 deed Skepsis mee aan de 10:23-campagne met sceptici over de hele wereld.
De weblog KloptDatWel.nl is voortgekomen uit Stichting Skepsis, maar opereert er formeel onafhankelijk van. De redactie bestaat voor een groot deel uit bestuursleden van Skepsis.

### Skepsis Congres

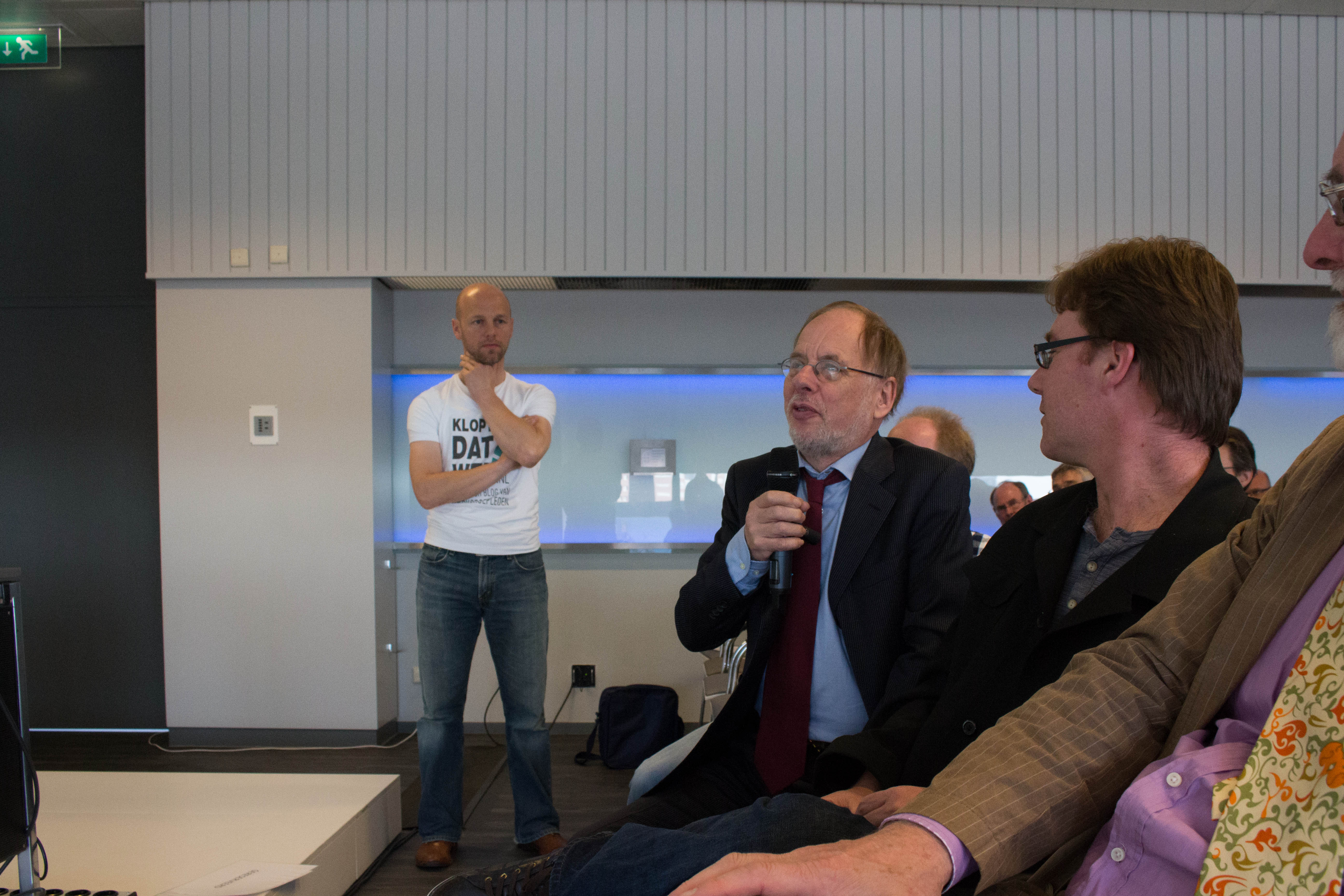
Impressie van 2014, met als thema "Crisis in de wetenschap"

Het jaarlijkse Skepsis Congres werd in de periode 1987–2001 gehouden in Amersfoort, in 2002 in Amsterdam en wordt sinds 2003 gehouden in Utrecht. Ieder congres heeft een speciaal thema waar de meeste of alle lezingen over gaan.
- 2001: "Laat je niks wijsmaken!", gericht op kritisch denken[7]
- 2002: "Nuttig of nodeloos? Onderzoek naar alternatieve geneeswijzen", gericht op tijd- en geldverspilling aan onderzoek naar alternatieve geneeswijzen[8]
- 2003: "Waarom geloven wij?", gericht op de psychologie van geloven[9]
- 2004: "Uit onderzoek blijkt...", gericht op de controverse over de opwarming van de Aarde, klimaatverandering en ecologisme[10]
- 2005: "Gaat de Verlichting uit?", gericht op religie en secularisering[11]
- 2006: "Het paranormale", gericht op paranormale beweringen en mediums[12]
- 2007: "Ter discussie", gericht op de legitimiteit van grenswetenschappen[13]
- 2008: "Magisch bedrijfsleven", gericht op pseudowetenschappelijke methoden in humanresourcesmanagement (HR)[14]
- 2009: "Kostbare onzin", gericht op de kosten van pseudowetenschap[15]
- 2010: "Complotten: werkelijkheid en fictie", gericht op complottheorieën[16]
- 2011: "Brein en illusie", gericht op het Lichaam-geestprobleem, cognitieve neurowetenschap en de vrije wil[17]
- 2012: "Bij de les", gericht op onderwijs[18]
- 2013: "Wonderlijke ervaringen", gericht op mediums, religieuze ervaringen en homeopathie in België (Wim Betz)[19]
- 2014: "Crisis in de wetenschap", gericht op ontsporingen in het wetenschappelijke proces[20]
- 2015: "Expert gezocht"[21]
- 2016: "Niet overtuigd door de wetenschap"[22]
- 2017: "Alternatieve feiten"[23]
- 2018: "Tussen hemel en aarde"[24]
- 2019: "Big History"[25]
- 2020: Online evenement : "Onzin als epidemie" [26]
- 2021: "Wijzen van weten" [27]
- 2022: "Grenzeloos" [28]
- 2023: "De kunst van het overtuigen" [29]
- 2024: "AI: Een kwestie van gezond verstand?" [30]

## Organisatie

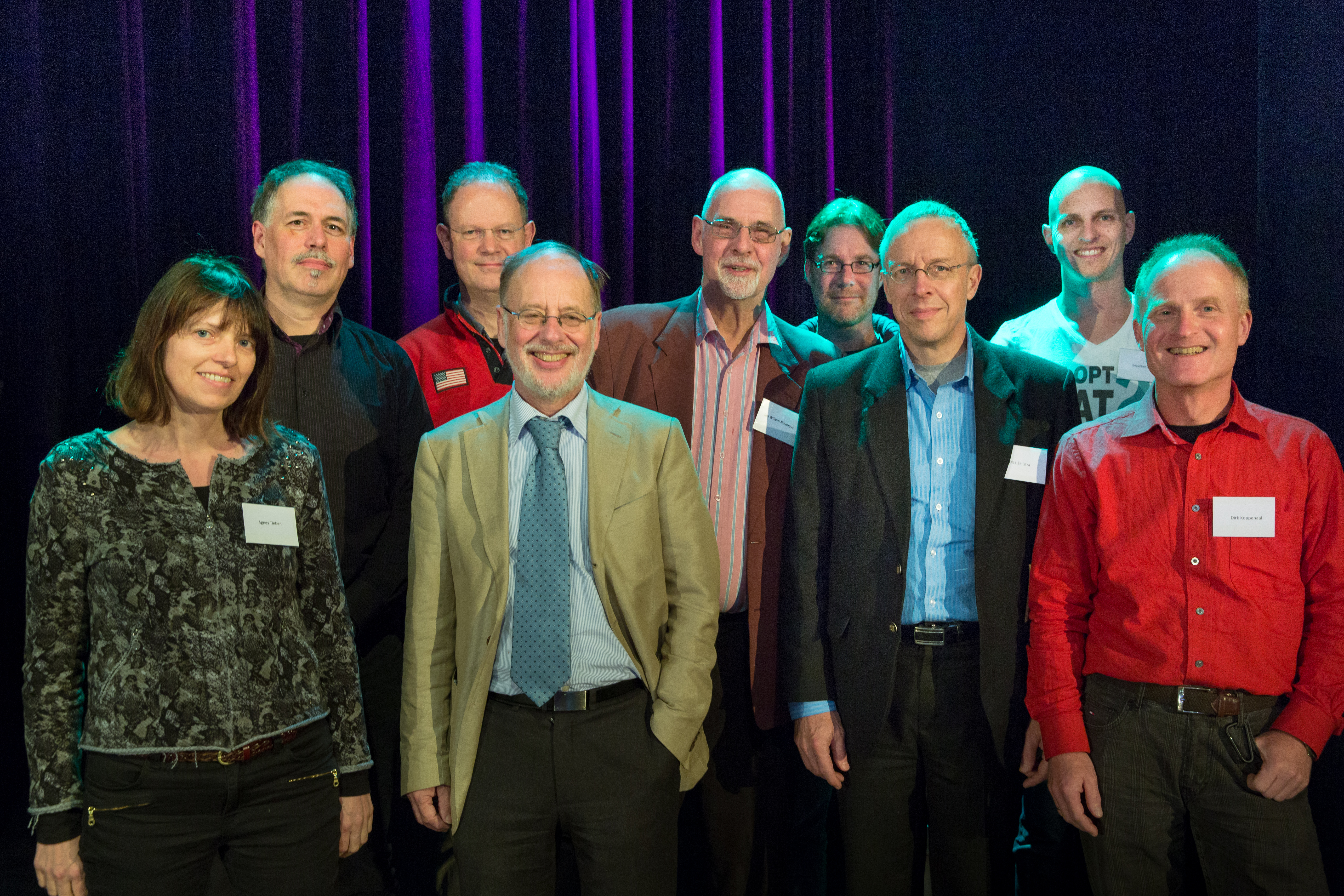
Bestuur van Skepsis, 2015. : Agnes Tieben, Mario Tamboer, Gert Jan van ’t Land, Frank Israel, Jan Willem Nienhuys, Pepijn van Erp, Dick Zeilstra, Maarten Koller en Dirk Koppenaal.

Skepsis is een onafhankelijke organisatie die steunt op vrijwilligers en deskundige auteurs die een bescheiden honorarium ontvangen. De kosten worden gedragen vanuit de bijdragen van abonnees van het tijdschrift Skepter en van donateurs. De eerste voorzitter was astronoom Kees de Jager, die ook de eerste voorzitter was van de European Council of Skeptical Organisations van 1994 tot 2001.

## Controverses

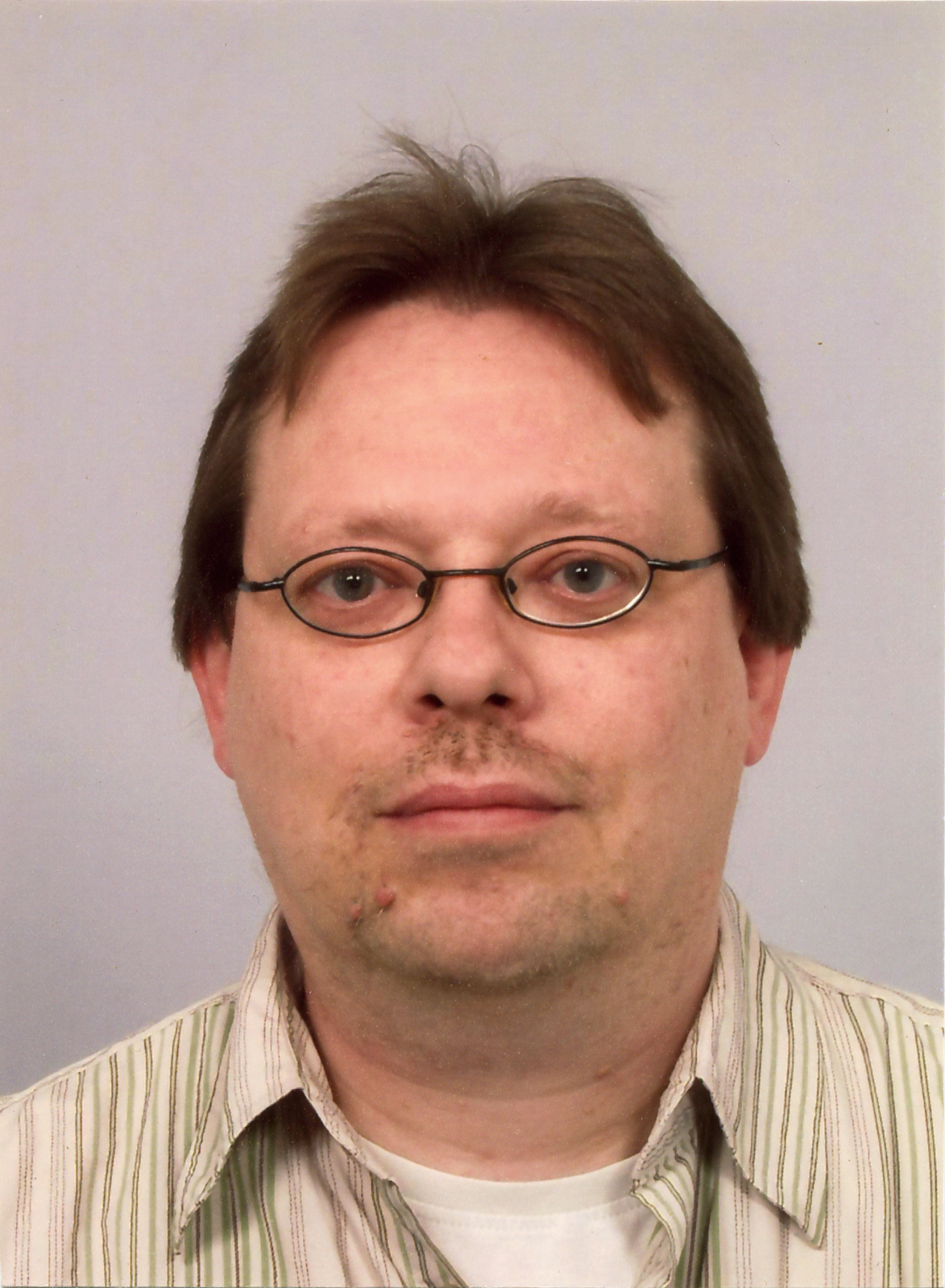
Hoofdredacteur Skepter Rob Nanninga 2002–2014